# Robert Schaberl

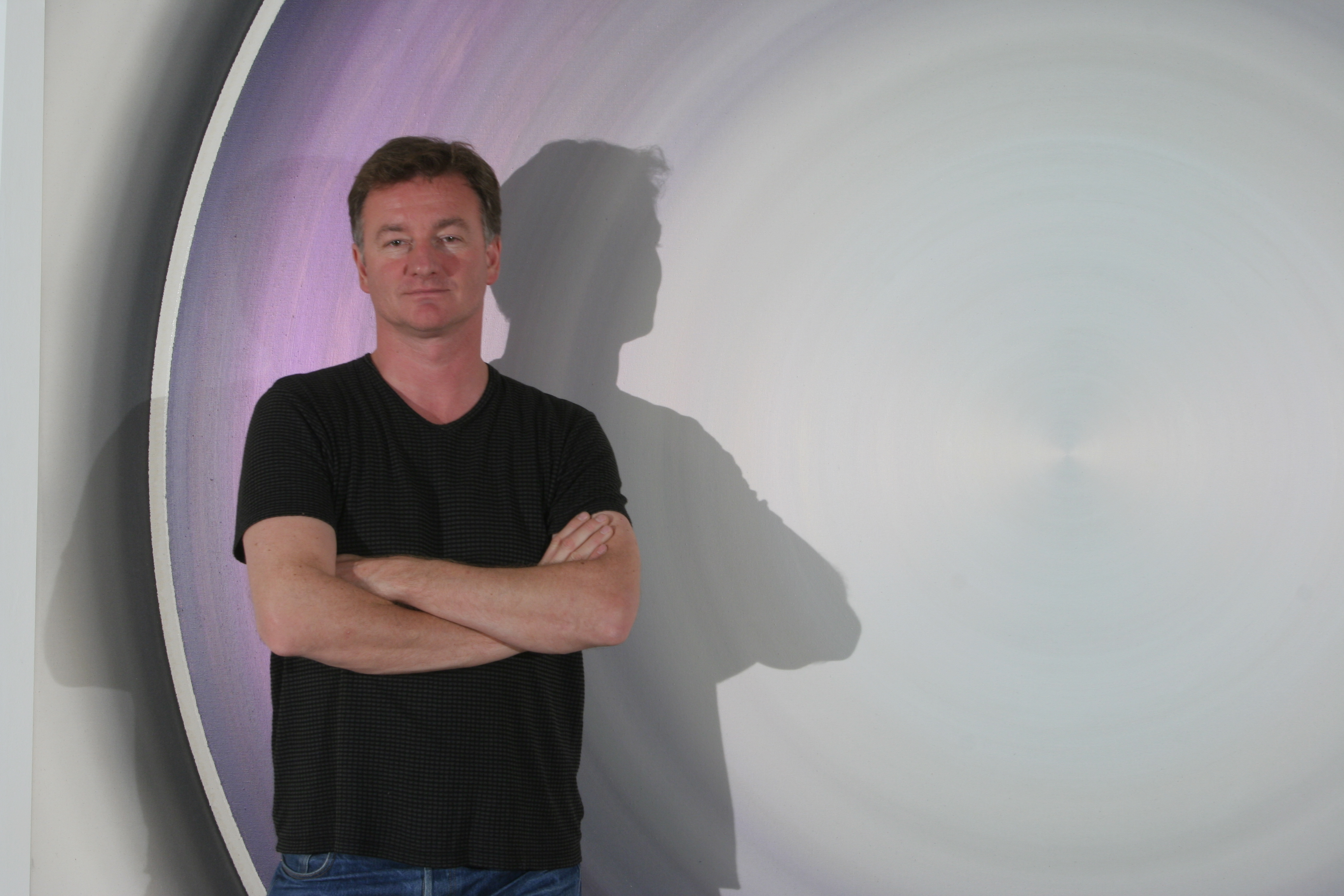
Robert Schaberl vor einer seiner Zentralformen in Wien, 2007

Robert Schaberl (* Juni 1961 in Feldbach) ist ein österreichischer Künstler.

## Leben
Robert Schaberl wurde im Juni 1961 als drittes von 6 Kindern in Feldbach in der Steiermark geboren. Nach einem sechsjährigen Kunststudium am Mozarteum in Salzburg ging er 1985 für 1 Jahr in die USA. In den USA entstanden viele seiner frühen Werke, meist abstrakte Ölbilder. Danach arbeitete er 4 Jahre in Berlin und Miami. Er begann in dieser Zeit sein Hauptmotiv, die Zentralformen auszubilden. Seit 2002 arbeitet er in Wien. Er wurde unter anderem von den Galerien Kashya Hildebrand, Hollenbach, der Karpio+Facchini Gallery, Lausberg Contemporary und der Jacob Karpio Galeria vertreten. 
2007 gewann er den Kunst am Bau-Wettbewerb der TU Graz und erhielt den Auftrag, den Neubau der TU Graz, ca. 3000 m², künstlerisch zu gestalten.

## Malstil
Robert Schaberl entwickelte sehr früh einen Malstil, der sich vor allem um die, wie er es nennt, Zentralformen dreht. Dabei stehen Kreise bei ihm im Mittelpunkt, er reduziert seine Malerei auf runde Formen, was bereits in frühen Fotoarbeiten deutlich wurde. Durch Reflexion, Lichtspiegelung und die Auflage mehrerer Farbschichten verändert sich die Farb- und Raumwirkung des Bildes je nach Beobachtungsperspektive.

## Kritiken
Die Wirtschaftswoche schrieb 1996 über eine Ausstellung mit Robert Schaberl: „Die Veranstaltung gewährt den Besuchern eine interessante Annäherung an den aktuellen Standpunkt der österreichischen Avantgarde.“
Die Stuttgarter Zeitung schrieb im Jahr 2000: „Schaberls in Ölfarbe und nass in nass gemalten Arbeiten sind ebenfalls auf das Zusammenspiel von Licht, Umraum und Betrachter angelegt. Bewegung entsteht sowohl vor als auch in den Bildern selbst. Es sind sich immer wieder verändernde sinnlich-sakrale Interaktionen zwischen dem Standort des Betrachters, der Farbe und der Beleuchtung. Durch die Pinselführung von innen nach außen entsteht eine Radialstruktur.“
Andrea Madesta, Museumsdirektorin des Museum Moderner Kunst Klagenfurt, schrieb über seine Bilder: „[…] Die großformatigen Zentralformen sind Format füllend auf die Leinwand platziert und von magischer Anziehungskraft.“

## Ausstellungen
1986, im Alter von 25 Jahren, nahm Robert Schaberl zum ersten Mal an einer internationalen Kunstmesse in Dallas teil. Seither waren seine Werke auf zahlreichen renommierten internationalen Kunstausstellungen zu sehen, wie z. B. auf der Art Basel Miami Beach, der
Art Cologne, der Art.fair 21 und dem Art Forum Berlin.
Ebenso wurden Schaberls Werke auf zahlreichen Einzelausstellungen ausgestellt, unter anderem in Moskau unter dem Motto Von Ruhe und Spannung sowie in Stuttgart, San José, New York, Genf, Zürich und Miami.